# Massicot
Massicot hay maxicot là một dạng khoáng vật oxit của chì (II) với cấu trúc mạng trực thoi.
Chì(II) oxit (công thức: PbO) có thể xuất hiện trong một trong hai dạng mạng tinh thể là trực thoi và tứ phương. Dạng tứ phương của nó là litharge. PbO có thể thay đổi từ massicot sang litharge (hay ngược lại) bằng việc kiểm soát quá trình nung nóng và làm nguội. Ở nhiệt độ phòng massicot tạo thành các khối dạng vảy, giống đất, mềm (độ cứng Mohs khoảng 2) màu từ vàng tới vàng ánh đỏ và rất nặng với tỷ trọng riêng khoảng 9,64. Massicot có thể được tìm thấy như là một khoáng vật tự nhiên, mặc dù chỉ với số lượng nhỏ. Nó từng được khai thác trong các thế kỷ đã qua nhưng ngày nay massicot chủ yếu được sinh ra trong gia công công nghiệp đối với chì và các oxit của chì, đặc biệt là trong công nghiệp sản xuất thủy tinh, ngành sử dụng PbO nhiều nhất.
Định nghĩa về massicot như là PbO trực thoi xuất hiện trong thập niên 1840, nhưng khoáng vật và tên gọi massicot đã được sử dụng từ cuối thời Trung cổ. Có một số chứng cứ cho thấy người La Mã cổ đại đã từng sử dụng massicot.
Nó cũng có thể xuất hiện như là sản phẩm oxy hóa các khoáng vật chứa chì khác như galena, bournonit, boulangerit, kể cả theo đường tự nhiên hay theo đường gia công công nghiệp. Khi massicot được tìm thấy trong môi trường tự nhiên, một số khoáng vật khác cũng có thể được tìm thấy đi kèm với nó, như cerussit, litharge, minium, wulfenit, các khoáng vật oxit của antimon và limonit.